# Anna Airy
Anna Airy, née le 6 juin 1882 à Londres où elle est morte le 23 octobre 1964, est une artiste peintre peignant à l'huile, pastelliste et graveuse britannique.
Elle était l'une des premières femmes officiellement promues comme artiste de guerre et a été reconnue comme l'une des principales femmes artistes de sa génération.

## Biographie

### Jeunesse
Airy naît dans le borough royal de Greenwich, à Londres, fille de Wilfrid Airy, ingénieur, et d'Anna Listing, ainsi que petite-fille de l'astronaute royal George Biddell Airy,. Airy étudie à la Slade School of Fine Art de Londres de 1899 à 1903, auprès de William Orpen et d'Augustus John, sous la direction de Frederick Brown, Henry Tonks et Philip Wilson Steer. Elle gagne des prix à son école pour des portraits, dont la bourse pour la Slade School en 1902. Elle gagne aussi le prix Melville Nettleship en 1900, 1901 et 1902.

### Carrière
Airy reçoit de nombreuses commandes de la part d'usines et peint ses toiles sur place pendant la Première Guerre mondiale, dans des conditions parfois difficiles ou dangereuses. Elle doit notamment peindre A Shell Forge at a National Projectile Factory, Hackney Marshes, London à une grande vitesse, se trouvant dans un environnement extrêmement chaud ; elle expliquera plus tard que « le sol devint si chaud que [ses] chaussures brûlèrent à cause de la chaleur. » Cette peinture est présentée à l'exposition Women War Artists au Imperial War Museum en 2011-2012.

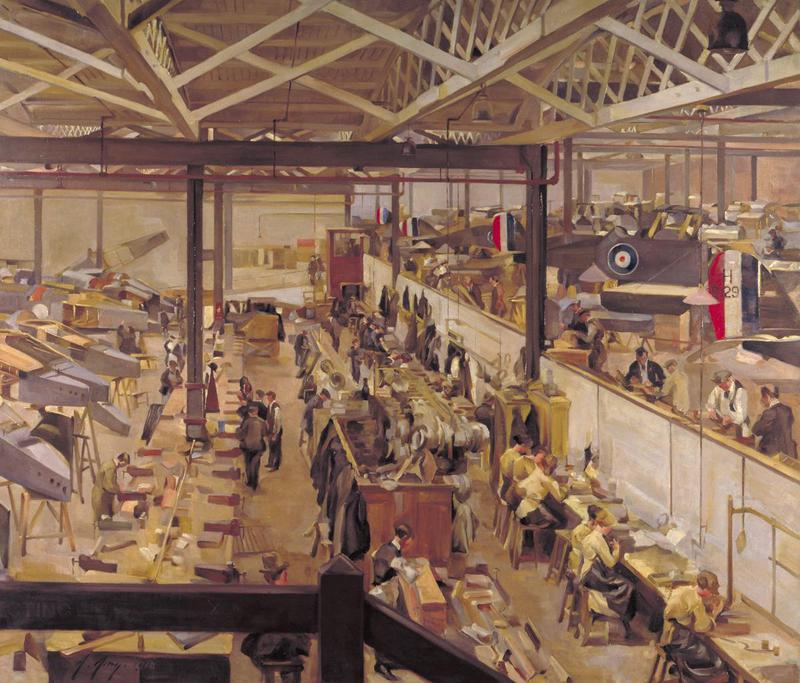
An Aircraft Assembly Shop, Hendon (Art. IWM ART 1931).

En juin 1918, le Munition Committee de l'Imperial War Museum commande à Airy quatre peintures représentant des scènes typiques dans quatre usines d'armement différentes: 
- National Projectile Factory à Hackney[7] ;
- National Filling Factory à Chilwell, Nottingham (W. G. Armstrong Whitworth's, à Nottingham) ;
- Aircraft Manufacturing Co. à Hendon[10];
- South Metropolitan Gas Co.

Elle reçoit également des commandes de la Women's Woek Section, de la Canadian War Memorials Fund en 1917 et du Ministère des Munitions en 1940.
Sa gravure Forerunners of Fruit (1925) est dans la collection de la Art Gallery of New South Wales.

## Expositions
Les œuvres de Airy sont notamment exposées au Royal Academy en 1905 et chaque année qui suit, sa première exposition solo ayant lieu à la Carfax Gallery en 1908. Elle est aussi exposée lors d'expositions internationales, dont des continentales, coloniales et américaines. Ses œuvres sont conservées au British Museum, au Victoria and Albert Museum, à l'Imperial War Museum, dans la galerie d'art de Nouvelle-Galles du Sud ainsi qu'à Auckland (Nouvelle-Zélande), Vancouver et Ottawa (Canada) et dans les Corporation Art Galleries de Liverpool, Leeds, Huddersfield, Birkenhead, Blackpool, Rochdale, Ipswich, Doncaster, Lincoln, Harrogate, Paisley et Newport.

## Publications
- (en) The Art of Pastel, Winsor & Newton, 1930[12]
- (en) Making a Start in Art, Studio Publications, Londres, New York, 1951

## Affiliations
- 1906 : Membre de The Pastel Society (en) (élue).
- 1908 : Royal Society of Painter-Printmakers (élue).
- 1909 : Membre du Royal Institute of Oil Painters
- 1918 : Royal Institute of Painters in Water Colours (en) (élue).
- 1945 : Présidente de la Ipswich Art Society (élue).
- 1952 : Membre du Royal Glasgow Institute of the Fine Arts.